# Juniorwahl
Die Juniorwahl ist ein Projekt zur politischen Bildung in Schulen. Nach einer unterrichtlichen Vorbereitung bildet ein real simulierter Wahlakt parallel zu Landtagswahlen, Bundestagswahlen und Europawahlen den Projekthöhepunkt; die Schüler setzen sich so ca. einen Monat intensiv mit dem Thema „Demokratie und Wahlen“ auseinander. Das handlungsorientierte Konzept der Juniorwahl fördert dabei nachweislich das politische Interesse und die Partizipationsbereitschaft von Jugendlichen.
Seit 1999 wird die Juniorwahl vom gemeinnützigen und überparteilichen Verein Kumulus e.V. durchgeführt. Das Projekt umfasst alle Schulformen – ausgenommen Grundschulen – ab Klassenstufe 7 und zählt inzwischen zu den größten Schulprojekten in der Bundesrepublik Deutschland.

## Ziele
Ziele der Juniorwahl sind die Förderung eines fundierten Meinungsbildungsprozesses in Form einer demokratischen Willensbildung, die Vorbereitung auf die Partizipation innerhalb des politischen Systems der Bundesrepublik Deutschland sowie die Überwindung von Politikverdrossenheit unter Jugendlichen.
Der Schwerpunkt liegt auf dem didaktischen Charakter des Projekts, auf seiner Einbindung in den Unterricht und auf seinem Lernerfolg. Die realitätsnahe Wahl bildet den Abschluss und den Höhepunkt in der Konzeption eines handlungsorientierten Unterrichts. Hier können die Schüler außerdem als Wahlhelfer die Wahlprozedur selbst organisieren, bilden einen Wahlvorstand und erhalten hierfür Wahlbenachrichtigungen, Wählerverzeichnisse, Wahlkabinen und eine Wahlniederschrift. Die Wahlergebnisse, deren Konsequenzen sowie die persönlichen Erfahrungen und Eindrücke der Schüler werden im Anschluss mit den Lehrkräften im Unterricht nachbereitet.

## Durchführung

### Unterricht
Teilnehmende Schulen erhalten zunächst ein Unterrichtspaket, das auf die methodische und inhaltliche Herangehensweise der Bildungs- und Lehrpläne abzielt. Die Unterrichtsmaterialien werden für die jeweilige Wahl aktuell entwickelt und sind in unterschiedlichen Schwierigkeitsgraden konzipiert, so dass sie spezifisch entsprechend dem Kenntnisstand der Lerngruppen in der Sekundarstufe I und Sekundarstufe II eingesetzt werden können. Durchschnittlich 6 bis 8 Unterrichtsstunden werden dabei für den Themenkomplex „Demokratie und Wahlen“ verwendet.

### Wahlakt
Gewählt wird entweder als Online-Wahl mit einem elektronischen Wahlsystem, das auch bei regulären und rechtsverbindlichen Wahlen zum Einsatz kommt, oder klassisch als Papierwahl. Die Online-Wahl hat dabei den Vorteil, dass sie die Schüler altersgerecht anspricht, zeitsparend ist und einfach in der Anwendung. So erfolgt hier die Auszählung per Knopfdruck, was die Durchführung des Wahlaktes erleichtert. Das Verfahren ist dabei dem vom Online-Banking bekannten PIN/TAN-Verfahren nachempfunden.
Die klassische Papierwahl hat wiederum den Vorteil, dass das Wahlverfahren authentischer ist. Die Schüler bekommen bei diesem Wahlverfahren außerdem einen Einblick in den Prozess der Stimmenauszählung.
Für beide Wahlverfahren werden die Schulen mit allen Wahlmaterialien zur Durchführung eines realitätsnahen Wahlakts ausgestattet: Von Wählerverzeichnissen und Wahlbenachrichtigungen über Wahlkabinen sowie Wahlurne und Stimmzettel des jeweiligen Wahlkreises bei der Papierwahl oder Wahlbox mit PINs und TANs bei der elektronischen Wahl bis hin zur Wahlniederschrift.
Der Wissenszuwachs ist dabei natürlich am größten, wenn die Schüler möglichst intensiv in die Vorbereitung und Organisation des Wahlaktes eingebunden werden und selbst den Wahlvorstand bilden.

## Wissenschaftliche Untersuchungen
Das Projekt Juniorwahl wurde in Anlehnung an die amerikanische Initiative „KidsVoting“ entwickelt.
Zu beiden Programmen wurden wissenschaftliche Begleitforschungen in Deutschland (Universität Stuttgart) und in den USA (Stanford University) durchgeführt. Es wurde festgestellt, dass sich Schüler mit höherem und niedrigerem sozioökonomischen Status in Wahlbeteiligung und Interesse angleichen.
Hinzu kommt, dass sich die Zahl der jungen Zeitungsleser verdreifachte. Auch zu Hause thematisieren die Schüler politische Geschehnisse intensiver, was zum einen zur Präsenz der angehenden Wahlen innerhalb der Familie führt, zum anderen zur Weitergabe von erlangtem Wissen der Schüler. Damit wurden vor allem sozial schwache Familien erreicht, die ansonsten aus dem politischen Geschehen weitestgehend ausgestiegen waren. So wird eine zweite Chance der politischen Sozialisation für sozial schwache Familien geschaffen. Auch konnte nachgewiesen werden, dass die Juniorwahl die Wahlbeteiligung unter Jung- und Erstwählern steigert. 2011 wurde die Juniorwahl flächendeckend im Land Bremen parallel zur Bürgerschaftswahl durchgeführt. Über die repräsentative Wahlstatistik konnte nachgewiesen werden, dass dadurch die Wahlbeteiligung unter den Erstwählern um 9,2 % gesteigert werden konnte im Vergleich zu den Wahlen 2007 – und das, obwohl die Wahlbeteiligung in allen anderen Altersgruppen zurückgegangen ist. Insgesamt führt der Ansatz der Juniorwahl als Konzept der politischen Bildung unter den beteiligten Jugendlichen zu einer erhöhten Meinungsbildungsfähigkeit, mehr Partizipation und Interesse am politischen Geschehen auf allen Ebenen (auch der schulischen).

## Chronik der Juniorwahlen
Die Juniorwahl wird seit 1999 bundesweit in allen 16 Bundesländern durchgeführt und zählt zu den größten Schulprojekten in der Bundesrepublik Deutschland. Knapp 1,6 Millionen Jugendliche (Stand Juli 2015) haben sich seither beteiligt. Träger ist der gemeinnützige und überparteiliche Kumulus.e.V. aus Berlin.
Bisher durchgeführte Juniorwahlen:

### 1998 bis 2009
- Berlin 1998: Juniorwahl parallel zur Abgeordnetenhauswahl
- Nordrhein-Westfalen 2000: Juniorwahlen parallel zur Landtagswahl
- Baden-Württemberg 2001: Juniorwahlen parallel zur Landtagswahl
- Berlin 2001: Juniorwahlen parallel zur Abgeordnetenhauswahl
- Bundestagswahl 2002,: Juniorwahlen parallel zur Bundestagswahl Schirmherr Bundespräsident Johannes Rau
- Hessen 2003: Juniorwahlen parallel zur Landtagswahl
- Bremen 2003: Juniorwahlen parallel zur Bürgerschaftswahl
- Europawahl 2004: Juniorwahl parallel zur Europawahl
- Thüringen 2004: Juniorwahl parallel zur Landtagswahl, Schirmherrin Landtagspräsidentin Christine Lieberknecht
- Europawahl 2004 in Österreich: Juniorwahl parallel zur Europawahl
- Europawahl 2004 in Polen: Juniorwahl parallel zur Europawahl
- Brandenburg 2004: Juniorwahl parallel zur Landtagswahl, Schirmherr Landtagspräsident Harald Knoblich
- Schleswig-Holstein 2005: Juniorwahl parallel zur Landtagswahl, Schirmherr Landtagspräsident Werner Arens
- Nordrhein-Westfalen 2005: Juniorwahl parallel zur Landtagswahl, Schirmherr Landtagspräsident Ulrich Schmidt
- Bundestagswahl 2005: Juniorwahl parallel zur Bundestagswahl, Schirmherr Bundespräsident Horst Köhler
- Rheinland-Pfalz 2006: Juniorwahl parallel zur Landtagswahl, Schirmherr Christoph Grimm
- Sachsen-Anhalt 2006: Juniorwahl parallel zur Landtagswahl, Schirmherr Adolf Spotka
- Berlin 2006: Juniorwahl parallel zur Abgeordnetenhauswahl, Schirmherr Präsident des Berliner Abgeordnetenhauses Walter Momper
- Mecklenburg-Vorpommern 2006: Juniorwahl parallel zur Landtagswahl, Schirmherrin Landtagspräsidentin Sylvia Bretschneider
- Bremen 2007: Juniorwahl parallel zur Bürgerschaftswahl
- Hessen 2008: Juniorwahl parallel zur Landtagswahl
- Niedersachsen 2008: Juniorwahl parallel zur Landtagswahl, Schirmherr Präsident des Niedersächsischen Landtages Jürgen Gansäuer
- Hamburg 2008: Juniorwahl parallel zur Bürgerschaftswahl, Schirmherr Präsident der Hamburgischen Bürgerschaft Berndt Röder
- Europawahl 2009: Juniorwahl parallel zur Europawahl
- Thüringen 2009: Juniorwahl parallel zur Landtagswahl
- Saarland 2009: Juniorwahl parallel zur Landtagswahl
- Sachsen 2009: Juniorwahl parallel zur Landtagswahl
- Brandenburg 2009: Juniorwahl parallel zur Landtagswahl
- Bundestagswahl 2009: Juniorwahl parallel zur Bundestagswahl
- Schleswig-Holstein 2009: Juniorwahl parallel zur Landtagswahl, Schirmherr Präsident des Schleswig-Holsteinischen Landtags Martin Kayenburg

### 2010 bis 2019
- Nordrhein-Westfalen 2010: Juniorwahl parallel zur Landtagswahl
- Hamburg 2011: Juniorwahl parallel zur Bürgerschaftswahl, Schirmherr Präsident der Hamburgischen Bürgerschaft Lutz Mohaupt
- Baden-Württemberg 2011: Juniorwahlen parallel zur Landtagswahl
- Sachsen-Anhalt 2011: Juniorwahl parallel zur Landtagswahl, Schirmherr Präsident des Landtags Sachsen-Anhalt Dieter Steinecke
- Rheinland-Pfalz 2011: Juniorwahl parallel zur Landtagswahl, Schirmherr Präsident des Landtags Rheinland-Pfalz Joachim Mertes
- Bremen 2011: Juniorwahl parallel zur Bürgerschaftswahl, Schirmherr Präsident der Bremischen Bürgerschaft Christian Weber
- Mecklenburg-Vorpommern 2011: Juniorwahl parallel zur Landtagswahl, Schirmherrin Landtagspräsidentin Sylvia Bretschneider
- Berlin 2011: Juniorwahl parallel zur Abgeordnetenhauswahl
- Schleswig-Holstein 2012: Juniorwahl parallel zur Landtagswahl, Schirmherr Präsident des Schleswig-Holsteinischen Landtags Torsten Geedts
- Niedersachsen 2013: Juniorwahl parallel zur Landtagswahl
- Bundestagswahl 2013: Juniorwahl parallel zur Bundestagswahl, Schirmherr Präsident des Deutschen Bundestages Norbert Lammert
- Europawahl 2014: Juniorwahl parallel zur Europawahl unter der Schirmherrschaft des Europäischen Parlaments vertreten durch den Präsidenten Martin Schulz
- Brandenburg 2014: Juniorwahl parallel zur Landtagswahl, Schirmherr Präsident des Landtags Brandenburg Gunter Fritsch
- Thüringen 2014: Juniorwahl parallel zur Landtagswahl unter der Schirmherrschaft der Präsidentin des Thüringer Landtags Birgit Diezel und des Bildungsministers des Landes Thüringen Christoph Matschie
- Hamburg 2015: Juniorwahl parallel zur Bürgerschaftswahl unter der Schirmherrschaft der Präsidentin der Hamburgischen Bürgerschaft Carola Veit und des Senators für Schule und Berufsbildung Ties Rabe
- Bremen 2015: Juniorwahl parallel zu den Wahlen in Bremen und Bremerhaven (Bürgerschaft, Stadtbürgerschaft, Beiräte und Stadtverordnetenversammlung), Schirmherr Präsident der Bremischen Bürgerschaft Christian Weber
- Rheinland-Pfalz 2016: Juniorwahl parallel zur Landtagswahl
- Sachsen-Anhalt 2016: Juniorwahl parallel zur Landtagswahl
- Mecklenburg-Vorpommern 2016: Juniorwahl parallel zur Landtagswahl
- Berlin 2016: Juniorwahl parallel zur Abgeordnetenhauswahl
- Schleswig-Holstein 2017: Juniorwahlen parallel zur Landtagswahl
- Nordrhein-Westfalen 2027: Juniorwahlen parallel zur Landtagswahl
- Deutschland 2017: Juniorwahl parallel zur Bundestagswahl
- Hessen 2018: Juniorwahl parallel zur Landtagswahl[1]
- Bayern 2018: Juniorwahl parallel zur Landtagswahl[2]
- Europawahl 2019: Juniorwahl parallel zur Europawahl[3]
- Bremen 2019: Juniorwahl parallel zu den Wahlen in Bremen und Bremerhaven (Bürgerschaft, Stadtbürgerschaft, Beiräte und Stadtverordnetenversammlung)[4]
- Mecklenburg-Vorpommern 2019: Juniorwahl parallel zur Kommunalwahl unter der Schirmherrschaft von Birgit Hesse, Ministerin für Bildung, Wissenschaft und Kultur und Jochen Schmidt, Direktor der Landeszentrale für politische Bildung[5]
- Brandenburg 2019: Juniorwahl parallel zur Landtagswahl, unter der Schirmherrschaft von Britta Stark, Präsidentin des Landtages Brandenburg[6]
- Sachsen 2019: Juniorwahl parallel zur Landtagswahl, unter der Schirmherrschaft von Dr. Matthias Rößler, Präsident des Sächsischen Landtages und Christian Piwarz, Sächsischer Staatsminister für Kultus[7]
- Thüringen 2019: Juniorwahl parallel zur Landtagswahl, unter der Schirmherrschaft von Birgit Diezel, Präsidentin des Thüringer Landtags und Helmut Holter, Minister für Bildung, Jugend und Sport des Landes Thüringen[8]

### 2020 bis 2029
- Hamburg 2020: Juniorwahl parallel zur Bürgerschaftswahl[9]
- Ruhrparlamentswahl 2020: Juniorwahl parallel zur Wahl des Ruhrparlaments[10]
- Rheinland-Pfalz 2021: Juniorwahlen parallel zur Landtagswahl[11]
- Sachsen-Anhalt 2021: Juniorwahl parallel zur Landtagswahl[12]
- Mecklenburg-Vorpommern 2021: Juniorwahl parallel zur Landtagswahl unter der Schirmherrschaft von Birgit Hesse, Präsidentin des Landtages Mecklenburg-Vorpommern, Bettina Martin, Ministerin für Bildung, Wissenschaft und Kultur des Landes Mecklenburg-Vorpommern und Jochen Schmidt, Direktor der Landeszentrale für politische Bildung Mecklenburg-Vorpommern[13]
- Berlin 2021: Juniorwahl parallel zur Abgeordnetenhauswahl unter der Schirmherrschaft von Ralf Wieland, Präsident des Abgeordnetenhauses und Sandra Scheeres, Senatorin für Bildung, Jugend und Familie[14]
- Deutschland 2021: Juniorwahl parallel zur Bundestagswahl unter der Schirmherrschaft des Präsidenten des Deutschen Bundestages Dr. Wolfgang Schäuble[15]

- Nordrhein-Westfalen 2022: Juniorwahlen parallel zur Landtagswahl
- Schleswig-Holstein 2022: Juniorwahlen parallel zur Landtagswahl[16]
- Saarland 2022: Juniorwahlen parallel zur Landtagswahl[17]

- Bundestagswahl 2025
- Bürgerschaftswahl in Hamburg 2025

## Europaweites Netzwerk
Im Juni 2008 wurde in Straßburg im Europäischen Parlament das europaweite Netzwerk für Schülerwahlen „JuniorVoting“ gegründet. Neben dem didaktischen Charakter des JuniorVotings für Schüler in der ganzen Europäischen Union hat das Netzwerk die Zusammenarbeit ausführender Institutionen und Organisationen zum Ziel. Hierbei liegt der Fokus auf einem internationalen Erfahrungsaustausch und einer engen grenzüberschreitenden Kooperation. Außerdem sollen so weitere Mitgliedsstaaten dazu animiert werden, sich an dem Netzwerk zu beteiligen. 
An der Europawahl 2009 nahmen 1,3 Millionen Jugendliche in den Niederlanden, Polen, Finnland und Deutschland teil.

## Kontroversen
Zur Europawahl 2014 wählte eine Klasse der Fridtjof-Nansen-Realschule in Gronau zu 25 % die NPD. Ein nicht unsignifikanter Anteil dieser Schüler tat dies „aus Spaß“ oder um zu provozieren. Daraufhin wurde der Klasse von der Schulleitung ein Ausflug verweigert, was umstritten ist, zumal Juniorwahlen keine Auswirkungen auf die Zusammensetzung von Parlamenten haben. Es gibt allerdings auch positive Stimmen für das Vorgehen der Schulleitung, die den Vorfall dadurch nicht unkommentiert gelassen habe. Im Zuge der Debatte haben sich auch die Schüler selbst zu Wort gemeldet, um sich von dem Verhalten ihrer Mitschüler zu distanzieren.
Der Vorfall an der Fridtjof-Nansen-Realschule ist jedoch unabhängig vom Projekt Juniorwahl zu betrachten und zu bewerten. Projekte wie die Juniorwahl ermöglichen es, gezielte Aufklärung zu betreiben und die Gefahren des Rechtsextremismus für unsere Demokratie zu thematisieren.